# Hossein Tayebi
Hossein Tayebi Bidgoli (in persiano حسین طیبی‎; Mashhad, 29 settembre 1988) è un giocatore di calcio a 5 iraniano.

## Carriera
Tayebi ha debuttato con la Nazionale di calcio a 5 dell'Iran nel 2009; con la selezione persiana ha vinto due edizioni della Coppa d'Asia e in altrettante occasioni ha vinto la classifica dei marcatori. Nel 2018 si è classificato al quinto posto nella categoria assoluta dei Futsal Awards.

## Palmarès

### Club
- UEFA Champions League: 2

Palma: 2022-23, 2023-24

### Nazionale
- Coppa d'Asia: 2

Uzbekistan 2016, Taipei Cinese 2018